# Robert John Pratt
Robert John Pratt (28 février 1907-6 avril 2003) est un architecte, entrepreneur en bâtiments, metteur en scène et député fédéral du Québec. Il a également été maire de la Ville de Dorval.

## Biographie
Né à Londres (Angleterre), d'une mère d'origine irlandaise et d'un père montréalais, il étudia à l'Université McGill où il obtient un baccalauréat en architecture en 1933. Durant la Seconde Guerre mondiale, il s'enrôla avec les Hussars canadiens avec lesquels il atteignit le titre de major. En 1942, il s'engagea dans la Marine royale canadienne. 
Après la guerre, il crée quelques petits films humoristiques. Pendant la guerre de Corée, il divertit les soldats et ensuite, anime une émission nommée This is French. Durant l'Expo 67, il produisit le festival mondial de l'art et du spectacle.
En 1953, il décida de faire un saut en politique en devenant conseiller du conseil municipal de la ville de Dorval. Il devint maire de 1955 à 1964. Il est élu lors des élections de 1957 dans la circonscription de Jacques-Cartier à titre de député progressiste-conservateur. Réélu en 1958, il fut battu en 1962 et en 1963 dans Jacques-Cartier, en 1968 dans Northumberland—Durham (en Ontario) et à Lachine—Bord-du-Lac en 1974.